# Pillersee
Pillersee är en sjö i Österrike.   Den ligger i förbundslandet Tyrolen, i den centrala delen av landet, 290 km väster om huvudstaden Wien. Pillersee ligger 835 meter över havet mellan bergstopparna Schafelberg (1 600 meter över havet) och Seehorn (2 100 meter över havet).